# Bernhard Stadié
Bernhard Stadié (auch Bernhard Stadie; * 29. Juli 1833 in Marienburg (Westpreußen); † 26. November 1895 in Weißenfels) war evangelischer Pfarrer und Historiker in Preußisch Stargard, ein aktiver Heimatforscher Westpreußens und Sachsen-Anhalts, Schriftsteller sowie Verleger der Mitteldeutschen Zeitung und Kommunalpolitiker in Weißenfels.

## Herkunft und Laufbahn als Theologe
Bernhard Stadié war ein Sohn des Danziger Archivars Wilhelm Stadie aus einer aus Ostpreußen stammenden prußischen Familie, die nach der polnischen Teilung in das bisher polnische Westpreußen eingewandert war. Diese hatte bis etwa ins 17. Jahrhundert noch die prußische Sprache gesprochen, mit der er sich in seiner späteren Laufbahn wissenschaftlich beschäftigte. Zur Verhinderung einer falschen deutschen Aussprache des Namens führte er für die Familie, orientiert an der dem Prußischen nah verwandten litauischen Sprache, die Schreibung Stadié mit Akzent ein, die von mehreren seiner Nachfahren wie der Familie des Sohnes Franz Stadié, Generalagent in Bromberg in Posen, beibehalten wurde.
Nach einem Theologiestudium in Halle und Königsberg wurde Stadié 1856 Pfarrgehilfe bei seinem zukünftigen Schwiegervater Ernst Wahl im entlegenen Groß Leistenau (Kreis Graudenz) in Westpreußen. Danach war er Rektor in Domnau, 1859–68 evangelischer Pfarrer und Lehrer an der Bürgerschule in Preußisch Stargard, dann 1868–73 Pfarrer in Neukirch, 1873–75 Neumarkt, seit 1875 Graudenz und 1887–89 Groß Krebs (Kreis Marienwerder). Aus unbekannten Gründen wurde aus Graudenz nach Groß Krebs strafversetzt und wurde dann schon nach zwei Jahren nach Konflikten mit der Gemeinde vorzeitig pensioniert, angeblich wegen Missachtung der Liturgie und wohl auch aufgrund seiner etablierten theologischen Vorgaben widersprechenden Freisinnigkeit. Er war schon früh Mitglied einer Freimaurerloge geworden, was auch für eine gewisse Distanz zur etablierten theologischen Lehre spricht. Der Freimaurerloge „Viktoria zu den drei Gekrönten Thürmen“ zu Marienburg (das jetzige Malbork in Polen) widmete er als deren Mitglied ein gedrucktes Festgedicht, das aber verschollen ist.

## Tätigkeit als Historiker und Verleger
Er hatte sich parallel zu seiner Laufbahn als Theologe bereits seit den 1860er Jahren einen Namen als westpreußischer Historiker gemacht. Stadié engagierte sich in mehreren historischen Gesellschaften und veröffentlichte Arbeiten über die Geschichte Westpreußens. Besonders wichtig waren seine lokalhistorischen Arbeiten zu Preußisch Stargard, von denen eine 1864 von der Universität Jena als Promotion zum Dr. phil. angenommen wurde. Dr. Bernhard Stadie ist „weit über die Grenzen Stargards hinaus bekannt geworden“, heißt es in der 1969 veröffentlichten Stargarder Chronik, er „hatte sich neben seiner amtlichen Tätigkeit mit wissenschaftlicher Forschung beschäftigt und nach sehr eingehendem Quellenstudium die bisher einzige Heimatgeschichte von Pr. Stargard geschrieben.“ Er dokumentierte außerdem frühgeschichtliche Münzfunde in der Region, von denen er in Zeitschriften berichtete. Aufgrund der starken polnischen Prägung Westpreußens, bei gleichzeitiger historischer Präsenz einer deutschsprachigen Bevölkerung, fühlte sich Stadié herausgefordert, als Historiker in die politische Diskussion einzugreifen und versuchte, deutschnational argumentierend, unter anderem aus älteren deutschen Sprachspuren in der Toponymik Westpreußens polnische Ansprüche zurückzuweisen, die seit den gewaltsamen polnischen Teilungen nie verstummt waren.
Nach seiner Entlassung aus dem Kirchendienst erwarb er um 1890 Druckerei und Verlag der freisinnigen Mitteldeutschen Zeitung zu Weißenfels a. d. Saale in Sachsen-Anhalt, wo er mit seiner Familie im Novalishaus, Klosterstraße 24, ansässig war. Daneben war Stadié auch kommunalpolitisch in Weißenfels aktiv und eine der führenden Persönlichkeiten in der Stadt. Bei den Wahlen zur Stadtverordnetenversammlung am 23.–25. November 1891 war er Kandidat und wurde mit der mit Abstand höchsten Stimmenzahl für die Dauer von sechs Jahren gewählt (85,14 %: 510 von 599 Stimmen). 1895 war er der Vorsitzende des Stadtparlaments und Vorstands-Mitglied des Weißenfelser Vereins für Natur- und Altertums-Kunde. Er trat auch mehrfach in verschiedenen Städten als Vortragsredner zu historischen und altertumskundlichen Themen auf; 1893 hielt er beispielsweise einen Vortrag zur Urgeschichte in Weißenfels (Die neusten prähistorischen Funde bei Weißenfels. 1893). Außerdem war er beteiligt an der Organisation des „XIV. mittel-deutschen Bundesschießen“ in Weißenfels im Jahr 1892 als Mitglied des „Preß-Ausschusses“ und war gemeinsam mit einem Kollegen auch Mitglied der Redaktion der dazugehörigen Zeitung, die in mehreren Ausgaben erschien. Auf den Verein für Natur- und Altertums-Kunde geht das heute noch bestehende Museum Weißenfels zurück („Seine Aufgabe sah der Verein in der Bergung von ur- und frühgeschichtlichen Funden in Weißenfels und Umgebung“, worauf besonders seit der Zeit von Bernhard Stadié geachtet wurde, verstärkt aufgrund des Engagements des ebenfalls 1890 nach Weißenfels zugezogenen Juristen Alfred Junge, der später 1902 Vorstandsmitglied wurde, 1903 die erste heimatgeschichtliche Ausstellung präsentierte und 1910 das Museum einweihte, dessen Direktor er wurde).

## Familie
Seine schriftstellerisch tätige Frau Mathilde Stadié geb. Wahl war Nachfahrin der westpreußischen Honoratioren- und Pfarrerfamilien Wahl, Kummer, Jackstein, Bobrik und Sperber (in Preußen begründet von dem theologischen Publizisten Erhardus Sperber), die zum Teil auf alte polnische Familien zurückgingen. Sie veröffentlichte unter unbekanntem Pseudonym Romane, um angesichts des knappen Pfarrgehaltes und der zahlreichen Kinder das Einkommen der Familie aufzubessern. Wahrscheinlich sind die ihrem Mann zugeschriebenen patriotischen Romane, veröffentlicht in Mohrungen, in Wirklichkeit von ihr verfasst worden. Sie führte den Verlag ihres Mannes von 1895 bis 1897. Ihre leidenschaftlichen unveröffentlichten Liebesbriefe, die sie mit ihrem wesentlich jüngeren heimlich Verlobten Bernhard Stadié über Boten austauschte, waren mehrmals Gegenstand historischer Untersuchungen zur Geschichte des deutschen Bürgertums (Budde 1994; Trepp 2000).
Sie hatten acht Kinder, von denen eines bei der Geburt starb. Unter den Nachkommen befinden sich mehrere Schriftsteller und Wissenschaftler. Die Töchter Grete und Erna Stadié wurden als Nachfolger Verlegerinnen der Mitteldeutschen Zeitung (1897 bis 1904, dann Verkauf des Verlags). Der jüngste Sohn war der Pfarrer von Großzünder Dr. phil. Johannes Stadie (der um 1900 die Namensform Stadié ablegte), neben seiner Amtstätigkeit westpreußischer Lokalhistoriker und Aramäist (1925 Ruf an die Protestantische Hochschule Riga). Zwei Enkelinnen waren die Dichterin Ruth Niehaus-Stadie und die weitgehend erfolglose westpreußische Schriftstellerin Edda Schultze verw. Barczewski geb. Stadie (Pseudonym Charlotte Esceha); ihre Enkelin ist die historische Schriftstellerin Ellen Alpsten und einer ihrer Urenkel ist der Tänzer David Moll.

## Publikationen
- Der Hohenzollern Staat „vom Fels zum Meer.“ Rautenberg, Mohrungen 1864–67 (= Preußische Volksbücher Nr. 37), 136 Seiten, mit 7 Bildern.
- „zur Fahne einberufen.“ Ein Lebensbild aus der Gegenwart. Fürs Volk erzählt.  Rautenberg, Mohrungen 1864–67 (= Preußische Volksbücher Nr. 58), 96 Seiten.
- Die Ansprüche der Polen auf Westpreußen. Lambeck,  Thorn 1867 (zeitgenössische Rezension)
- Geschichte der Stadt Stargard, aus vielen, bisher ungedruckten archivalischen Quellen, und älteren Chroniken, sowie aus größern Geschichtswerken gesammelt und bearbeitet. Zugleich ein Beitrag zur Geschichte des Kreises. Kienitz, Pr. Stargard 1864 (Dissertation) (Volltext)
- Der Loge „Victoria“ zu den drei Gekrönten Thürmen im Or. zu Marienburg an ihrem 100jähr. Stiftungsfeste am 18. Oct. 1872 gewidmet von Bernhard Stadie (Lied).  Bretschneider, Marienburg 1872
- Der landrätliche Kreis Stargard in Westpreußen in historischer Beziehung von den ältesten Zeiten bis jetzt. In Preußische Provinzial-Blätter. Band 70, Königsberg 1867, S. 489–510 (Volltext)  und S. 585–620 (Volltext)
- Der landrätliche Kreis Stargard in Westpreußen in historischer Beziehung von den ältesten Zeiten bis jetzt. Teil II: Historische Notizen über die einzelnen Ortschaften des Kreises. In: Preußische Provinzial-Blätter. Band 72, Königsberg 1869, S. 289–314 (Volltext) und S. 699–726 (Volltext)
- Der landräthliche Kreis Stargard in Westpreußen in historischer Beziehung. Kienitz, Preuß. Stargard 1870; Sonderdruck aus der  Altpreußischen Monatsschrift (= Preußische Provinzial-Blätter).
- mehrere Kurzaufsätze in der Altpreußischen Monatsschrift  (Ein Münzfund bei Pr. Stargard, S. 570 ff. im 4. Band 1867, Münzenfund, S. 183 im 5.  Band 1868).
- Ein angeblich von Stadié verfasstes, unveröffentlichtes vergleichendes Wörterbuch zur pruzzischen und litauischen Sprache und zu Polnisch und Sanskrit, verbrannte bei einem Hausbrand der Enkelin Edda Schultze in Hildburghausen

Als Herausgeber
- Stadié war bis 1895 Herausgeber der Mitteldeutschen Zeitung. (Weißenfelser Geschäfts-Anzeiger.) Unabhängiges Organ für Stadt und Land. (vorhanden u. a. in der Universitäts- und Landesbibliothek Sachsen-Anhalt, Halle/Saale, dort bis ca. 1910)
- Fest-Zeitung für das XIV. mittel-deutsche Bundesschießen zu Weißenfels. Organ d. Central-Ausschusses. Red. unter Mitwirkg. des Preß-Ausschusses: B. Stadie u. Fr. Nebelung. 4 Nrn. Fol. Weißenfels 1892 (50 Seiten mit Abbildung).